# Roger Elwood
Roger Elwood (* 13. Januar 1943 in Atlantic City, New Jersey; † 2. Februar 2007) war ein US-amerikanischer Science-Fiction-Schriftsteller und Herausgeber.

## Biografie
Elwood wuchs im südlichen New Jersey auf und kurz nach dem Abschluss an der High School wurde er professioneller Autor. Er gab die Wrestling-Magazine The Big Book of Wrestling und Official Wrestling Guide heraus. Er arbeitete 1971–1972 auf Vertragsbasis für den in Arizona ansässigen Verlag Jalart House. Regelmäßig fotografierte er die Veranstaltungen, weil in der Zeit in diesen Magazinen mehr Wert auf Fotos als auf Textbeiträge gelegt wurde.
Im Laufe der Zeit hatte er in einigen Shows an der Ostküste auch Zugang zu den Umkleideräumen der Wrestler. In der Zeit gab es immer wieder Gerüchte, dass die Kämpfe manipuliert wurden und Elwood aus diesem Grund der Szene und dem Wrestling kritisch und desillusioniert begegnete. Als Konsequenz verließ er die Szene abrupt ca. Anfang 1973 und begründete seine Entscheidung damit, dass es zu viel Zeitaufwand für eine schlechte Bezahlung sei.
In den ersten sechs Jahren wurden seine Anthologien bei vier verschiedenen Verlegern veröffentlicht. In den nächsten Jahren erweiterte sich diese Zahl auf mehr als ein Dutzend. Elwood schrieb in dieser Zeit neben den Anthologie-Serien Continuum und Frontiers auch mehrere eigene Romane.

“At one time it was estimated that Roger Elwood alone constituted about one quarter of the total market for SF short stories.”

„Es wurde einmal geschätzt, dass Roger Elwood allein ungefähr ein Viertel des gesamten Marktes für SF-Kurzgeschichten abdeckt.“

Zu der Zeit, als der Absatz der SF-Anthologien rückläufig war, wechselte Elwood zu Laser Books, einem letztendlich nicht erfolgreichen Versuch des Verlagsriesen Harlequin Books mit diesem ausgegliederten Unternehmen SF-Anthologien zu systematisieren und dies in einer uniformen Form auf den Markt zu bringen. Wegen der Erfolglosigkeit verließ Elwood in den späten 1970ern das Genre SF&F.
Elwoods Biografie auf der Fantastic Fiction-Website lässt jede Erwähnung seiner Arbeit im Bereich Science Fiction / Fantasy aus und identifiziert ihn als Writer-in-Residence (ein Schriftsteller, der eine vorübergehende Wohnstelle in einer akademischen Einrichtung innehat, um seine beruflichen Einsichten mitzuteilen, oder gelegentlich als "Literaturprofessor") an einer Bibelschule in New York der mittlere Westens. Die Biographie behauptet auch, dass „12 seiner Romane Media Awards für das beste Buch des Jahres gewonnen haben“, obwohl die Silver Angels Award-Website nur eine allgemeine "Print" -Kategorie enthält und Elwoods Namen nicht auflistet. In den neunziger Jahren wurde Elwood ein produktiver Schriftsteller christlich geprägter Romane. In diesem Jahrzehnt veröffentlichte er mehr als 30 Werke.

## Kritische Stimmen
Elwoods bedeutende Präsenz auf dem Gebiet der Genre-Anthologie Mitte der 1970er Jahre ist nicht ohne Kritikpunkte, deren Kritik von professionell bis ad hominem reicht.

“His capacity to produce anthologies at high speed was not, alas, matched with an ability to produce interesting anthologies. (...) It is also possible that readers, having read a few unremarkable Elwood anthologies, were reluctant to buy more.”

„Elwoods Fähigkeit, Anthologien mit hoher Geschwindigkeit zu produzieren, ging leider nicht einher mit der Fähigkeit, interessante Anthologien zu produzieren. (...) Es ist durchaus möglich, dass Leser, die einige der nicht weiter auffälligen Elwood-Anthologien gelesen hatten, davon abgehalten wurden, mehr zu kaufen.“

Eine Rezension von Elwoods 1976er Anthologie Six Science Fiction Plays im Star-Trek-Fanmagazin Enterprise Incidents bemerkte, dass mit Ausnahme der Aufnahme des Plots der Episode Griff in die Geschichte von Harlan Ellison, das Buch ein Ausflug in die Mittelmäßigkeit von Roger Elwood sei.

### Qualität der Zusammenstellungen
Nielsen Hayden moniert unter anderem die Qualität der Bücher selbst. Sie beschreibt Elwoods Themensammlungen als "nachlässig bearbeitet" und "minderwertig", obwohl sie "einige von Elwoods Sammlungen als recht anständig" einstuft und "alle gute Autoren und gute Geschichten vorstellten".
Das Folgende sind Beispiele für die Anerkennung von Gleichaltrigen in Bezug auf einige der in Elwoods Anthologien abgedruckten Geschichten (Quelle: Internet Speculative Fiction Database):
- Die Kurzgeschichte Forever and Amen von Robert Bloch (1972) aus Elwoods Anthologie And Walk Now Gently Through the Fire und Other Science Fiction Stories wurde von Forrest J. Ackerman für seine Best Science Fiction for 1973 -Zusammenstellung ausgewählt.
- Die Anthologie Future City von 1973 beinhaltete The World as Will and Wallpaper von R. A. Lafferty, die unter anderem 1974 von Terry Carr in The Best Science Fiction of the Year #3 abgedruckt wurde. Es folgten Veröffentlichungen in weiteren Anthologien.
- Robert Silverbergs The Wind and the Rain aus Elwoods 1973 erschienener Anthologie Saving Worlds wurde von Harry Harrison und Brian Aldiss in ihrem Best SF: 1973 nachgedruckt.
- After King Kong Fell von Philip José Farmer aus Elwoods 1973 erschienener Anthologie Omega wurde 1974 für einen Nebula Award nominiert und von Harrison und Aldiss in Best SF: 1974 nachgedruckt.
- Elwoods 1973 erschienene Anthologie Showcase enthält Silverbergs Roman Breckenridge and the Continuum, der 1974 von Terry Carr für The Best Science Fiction of the Year #3 ausgewählt wurde, sowie The Childhood of the Human Hero von Carol Emshwiller, aufgenommen in Nebula Award Stories 9, herausgegeben von Kate Wilhelm.
- Thomas F. Monteleones Kurzgeschichte Breath's a Ware That Not Keep aus Elwoods 1975 erschienener Anthologie Dystopian Visions wurde 1976 für einen Nebula Award nominiert.
- Nicht weniger als zwanzig der Geschichten, die von Barry N. Malzberg für die Aufnahme in seine Sammlung The Best of Barry N. Malzberg ausgewählt wurden, wurden erstmals in der einen oder anderen der ursprünglichen Anthologien von Elwood veröffentlicht.

### Professionalität
Es wird berichtet, dass Elwood unterbezahlte Autoren hat. Teresa Nielsen Hayden diskutiert darüber hinaus Spekulationen über die finanziellen Details einiger Elwood-Projekte, "die laut allen Angaben großzügige Budgets hätten haben müssen."
Elwoods achtbändige Young Adult Lerner SF Library  von 1974, mit drei oder vier Geschichten pro Band, enthält Geschichten von drei Autoren, deren einziger Verkauf laut der Internet Speculative Fiction Database für dieses Buch erfolgte; zwei weitere Autoren, die nur Geschichten an Roger Elwood verkauft haben; und einer, dessen einziger Verkauf an Roger Elwood stattfand.
SF-Hardcover waren in den 1970er-Jahren relativ ungewöhnlich und die Geschichten waren angeblich Original-Aufträge, weshalb Nielsen Hayden davon ausgeht, dass dies ein gut finanziertes Projekt war. Normalerweise wird der gesamte Vorschuss für eine Anthologie an den Anthologen ausgezahlt, der dann die Story-Rechte aus eigener Tasche erwirbt, wobei nicht ausgegebenes Vorschussgeld einbehalten wird. Angesichts der Verfügbarkeit erfahrener Kurzgeschichtenautoren zu dieser Zeit erregte Elwoods Wahl unerfahrener Autoren Argwohn.
Die Lerner SF Library enthält auch zwei Geschichten von Earl and Otto Binder, und eine dritte Geschichte von Otto alleine. Angesichts der Tatsache, dass Earl und Otto Binder 1955 aufgehört haben, gemeinsam Geschichten zu schreiben, und dass Earl 1965 und Otto 1974 starb, ist es unwahrscheinlich, dass eine dieser Geschichten von Elwood in Auftrag gegeben wurde.

### Auswirkungen auf das Verlagswesen
Nielsen Hayden berichtet, dass Anthologien und Sammlungen vor Elwoods Markteintritt bei Lesern sehr beliebt waren und von der Verlagsbranche als "sichere Romane" eingestuft wurden. Sie beschuldigt Elwood, "den Markt für Storysammlungen / Anthologien zerstört zu haben". Indem er "das Vertrauen der Leser in Sammlungen zunichte macht", sagt sie, "verschwendet Elwood die Glaubwürdigkeit der Verlage, die über Jahrzehnte von besseren Anthologen aufgebaut wurde". Anthologien und Geschichten, so stellt sie fest, wurden "ein harter Verkauf".
Ob die Auswirkungen von Elwood langfristig sind, ist, wie Nielsen Hayden behauptet, anhand der Zahlen schwer zu erkennen. Es werden immer noch jährlich sehr viele Anthologien veröffentlicht.

## Bibliografie

### Anthologien
- Alien Worlds, 1964
- Invasion of the Robots, 1965
- The Time Curve, 1968 (mit Sam Moskowitz)
- Alien Earth: And Other Stories, 1969
- The Little Monsters, 1969 (mit Vic Ghidalia)
- Other Worlds, Other Times, 1969 (mit Sam Moskowitz)
- Horror Hunters, 1971 (mit Vic Ghidalia)
- And Walk Now Gently Through the Fire: And Other Science Fiction Stories, 1972
- Young Demons, 1972 (mit Vic Ghidalia)
- Beware the Beasts, 1973 (mit Vic Ghidalia)
- Demon Kind, 1973
- Future Quest, 1973
- Way Out, 1973
- The Berserkers, 1973
- Future City, 1973
- The Other Side of Tomorrow, 1973
- Monster Tales: Vampires Werewolves and Things, 1973
- Children of Infinity: Original Science Fiction Stories for Young Readers, 1973
- Androids, Time Machines, and Blue Giraffes: A Panorama of Science Fiction, 1973
- Flame Tree Planet: And Other Stories, 1973
- Saving Worlds, 1973 (mit Virginia Kidd)
- Showcase, 1973
- Ten Tomorrows, 1973
- Omega, 1974
- Crisis: Ten Original Stories of Science Fiction, 1974
- Chronicles of a Comer: And Other Religious Science Fiction Stories, 1974
- The Killer Plants: And Other Stories, 1974
- Night of the Sphinx: and Other Stories, 1974
- Strange Gods, 1974
- Survival from Infinity: Original Science Fiction Stories for Young Readers, 1974
- The Far Side of Time, 1974
- Future Kin: Eight Science Fiction Stories, 1974
- Horror Tales: Spirits, Spells and the Unknown, 1974
- The Learning Maze: and Other Science Fiction, 1974
- The Wounded Planet, 1974
- Dystopian Visions, 1975
- Future Corruption, 1975
- The Gifts of Asti: And Other Stories of Science Fiction, 1975
- Tomorrow: New Worlds of Science Fiction, 1975
- Epoch, 1975
- Six Science Fiction Plays, 1975
- The Fifty-meter Monsters: And Other Horrors, 1976
- Visions of Tomorrow, 1976
- Futurelove, 1977
- Science Fiction Tales, 1978
- Spine-Chillers: Unforgettable Tales of Terror, 1978 (mit Howard Goldsmith)
- More Science Fiction Tales, 1978

#### Anthologie Serien
Frontiers:
- Frontiers 1: Tomorrow's Alternatives, 1973
- Frontiers 2: The New Mind, 1973

Continuum:
Jeder Continuum-Band enthielt acht Kurzgeschichten: sieben mit vier Folgen der Autoren Anne McCaffrey, Poul Anderson, Philip José Farmer, Thomas Scortia, Gene Wolfe, Edgar Pangborn und Chad Oliver. Die Achte war eine rotierende Autorenserie, die von Dean R. Koontz gestartet wurde.
- Continuum 1, 1974
- Continuum 2, 1974
- Continuum 3, 1974
- Continuum 4, 1975

#### Roman Serien
Angelwalk:
1. Angelwalk, 1988
2. Fallen Angel, 1990
3. Stedfast Guardian Angel, 1992

- Darien: Guardian Angel of Jesus, 1994
- The Angelwalk Trilogy: Angelwalk / Fallen Angel / Stedfast, 1995
- Darien's Angelwalk for Children, 1995
- Angels in Atlantic City, 1998
- Wendy's Phoenix, 1999
- Where Angels Dare, 1999
- On Holy Ground, 2001

Bartlett Brothers:
- Sudden Fear, 1991
- Terror Cruise, 1991
- Forbidden River, 1991
- The Frankenstein Project, 1991
- Disaster Island, 1992
- Nightmare at Skull Junction, 1992

Oss Chronicles:
1. Wolf's Lair, 1993
2. Deadly Sanction, 1993
3. Code Name Bloody Winter, 1993

Without the Dawn:
1. How Soon the Serpent, 1997
2. Valley of the Shadow, 1997
3. The Judas Factor, 1997
4. Bright Phoenix, 1997

#### Romane
- Long Night of Waiting, 1974
- Remnant, 1989
- The Christening, 1989
- The Wandering, 1990
- Children of the Furor, 1990
- Dwellers, 1990
- Sorcerers of Sodom, 1991
- Dark Knight, 1991
- Wise One, 1991
- Soaring : An Odyssey of the Soul, 1992
- Maggie's Song, 1993
- Circle of Deception, 1993
- The Road to Masada, 1994
- Shawn Hawk: A Novel of the 21st Century, 1995
- Act of Sacrifice: Vol. 3, 1997
- Ashes of Paradise, 1997
- Stephen the Martyr, 1998
- The Dukes of Hazzard